# Carinodes albicollis
Carinodes albicollis là một loài tò vò trong họ Ichneumonidae.